# Етничка мржња
Етничка мржња или етномизија (од грч. ἔθνος — етнос / народ и грч. μῖσος — мржња) је екстремни облик етничке нетрпељивости, који се испољава у виду мржње према припадницима других етничких група, односно према њиховој историјској, религијској, језичкој и културној баштини. Исказивање етничке мржње је један од најчешћих облика говора мржње. Етномизија се јавља као прикривена или отворена, односно јавна, а испољава се у виду исказивања етничке омразе или срџбе, неретко уз изрицање етнички мотивисаних увреда и претњи. Екстремни облици етничке мржње се јављају у виду подстицања или позивања на насиље, односно у виду вршења етнички мотивисаног насиља.
Према кривичном законодавству Републике Србије, свако распиривање етничке мржње је забрањено и квалификује се као кривично дело за које је запрећена казна затвора, а присуство етничке мржње као елемента у извршењу кривичних дела сматра се као додатно отежавајућа околност, која утиче на изрицање строжих казни.